# المراد تاسمرادوف
المرات تاسمرادوف (به ازبکی: Елмұрат Тасмұратов؛ زادهٔ ۱۲ دسامبر ۱۹۹۱) کشتی‌گیر ازبکستانی در دسته‌های ۵۹ و ۶۳ کیلوگرم کشتی فرنگی است که برندهٔ مدال برنز المپیک ۲۰۱۶ ریو و نایب‌قهرمان مسابقات قهرمانی کشتی جهان در سال ۲۰۱۸ است. تاسمرادوف همچنین قهرمان پنج دورهٔ مسابقات قهرمانی کشتی آسیا است.

## المپیک ۲۰۱۶ ریو
تاسمرادوف در سال ۲۰۱۶ میلادی در المپیک ریو در وزن ۵۹ کیلو حاضر بود که در دورهای اول و دوم کریستین فریس از صربستان و یون وونچول از کره شمالی را شکست داد اما در نیمه نهایی به اسماعیل بوررو از کوبا شکست خورد و به دیدار رده‌بندی رفت. وی در دیدار رده‌بندی آرسن ارالیف کشتی‌گیر ترکی را شکست داد و مدال برنز وزن ۵۹ کیلوگرم را بدست آورد.

## مسابقات قهرمانی کشتی جهان ۲۰۱۸
تاسمرادوف در وزن ۶۳ کیلو مسابقات قهرمانی کشتی جهان ۲۰۱۸ بوداپست حاضر بود که پس از غلبه بر لین یو-هانگ از ازبکستان، تیو ارباتو از چین، دونیور اسلاموف از مولداوی و لنور تمیروف از اوکراین به فینال رسید. وی در فینال به استپان ماریانیان از روسیه باخت و به مدال نقره وزن ۶۳ کیلوگرم رسید.